# Cigarrinha-da-cana-de-açúcar
O termo cigarrinha-da-cana-de-açúcar é a designação comum a diversas espécies de insetos homópteros da família dos cercopídeos, de ampla distribuição no Brasil, sendo extremamente comuns em áreas cultivadas, o que as tornam constantes pragas em diversas culturas agropecuárias. Os insetos machos dessa espécie medem cerca de 12 milímetros e possuem coloração geral avermelhada. Atacam as folhas e raízes da cana-de-açúcar. Também são conhecidos pelos nomes de baratinha, cigarrinha-dos-canaviais e cigarrinha-vermelha.
Geralmente vivem em colônias com grande número de indivíduos, sugando gramíneas. Atualmente vem sendo aplicado o controle biológico destas pragas com o fungo Metarhizium anisopliae.

## Principais espécies brasileiras
- Cigarrinha das folhas (Maharnava posticata)
- Cigarrinha-da-raiz (Mahanarva fimbriolata)